# 华北野战军
中国人民解放军华北军区野战部队，正式名称为中国人民解放军华北军区所属第一、第二、第三野战兵团，是第二次国共内战时期中国人民解放军五大主力部队之一，由八路军晋察冀军区主力部队与晋冀鲁豫军区部队合编而成，总兵力达42万余人。由于中国人民解放军其余四大主力部队均称为野战军，华北军区野战部队常被通称为“华北野战军”，但实际上中国人民解放军序列中并不存在“华北野战军”番号。

## 沿革

### 发展
1947年10月清风店战役，歼灭国民革命军第三军。1948年6月至7月晋中战役，解放了临汾城和晋中广大地区，有力地配合了第四野战军的作战。

### 改编
1949年4月25日，奉中央军委令，第18兵团（原华北1兵团）、第19兵团（原华北2兵团）改隶第一野战军（即原西北野战军）建制，从5月28日起到7月3日止，两兵团所属共6个军25个师全部开抵西北前线。第20兵团仍归中央军委直辖，驻防京津地区。

## 编制
聂荣臻任司令员，薄一波任政治委员，徐向前任第一副司令员，滕代远任第二副司令员，萧克任第三副司令员，赵尔陆任参谋长（后唐延杰），罗瑞卿任政治部主任，王世英任副参谋长，蔡树藩任政治部副主任（后张南生、张致祥）。下辖：
- 第十八兵团 司令员：徐向前、周士第（1949年6月）

政治委员：徐向前（兼）、周士第（兼1949年6月）
副司令员周士第、王新亭（1949年6月）、陈漫远（1949年6月）
副政治委员：周士第（兼）、王新亭（兼）
参谋长：陈漫远
政治部主任：胡耀邦
后勤部部长：严俊
- - 第六十军    军长：王新亭→张祖谅→韦杰（后）  政治委员：王新亭（兼）、袁子钦（1949年6月）（1951年划归二野三兵团）
  - 第六十一军  军长：韦杰  政治委员：徐子荣
  - 第六十二军  军长：刘忠  政治委员：袁子钦、鲁瑞林（后）

（最初称华北军区第一兵团，后改称第十八兵团，太原战役后划归一野指挥）
- 第十九兵团

司令员：杨得志
政治委员：罗瑞卿、李志民（1949年5月）
副司令员：葛晏春、耿飚
参谋长：耿飚（兼）
政治部主任：潘自力
副参谋长：康博缨
后勤部部长：董永清
- - 第六十三军   军长：郑维山→傅崇碧  政治委员：王宗槐→龙道权
  - 第六十四军   军长：曾思玉  政治委员：王昭
  - 第六十五军   军长：邱蔚    政治委员：王道邦

（后划归一野）
- 第二十兵团：司令员杨成武

政治委员：李井泉、李天焕（后）
副司令员：唐延杰、文年生
副政治委员：李天焕
参谋长：唐延杰（兼）、文年生（后，兼）
政治部主任：李志民、向仲华（后，1949年9月）
副参谋长：赵冠英
政治部副主任：向仲华
后勤部部长：吴树声、萧永正（后）
- - 第66军：军长萧新槐 政治委员：王紫峰（1950年下旬划归四野13兵团）
  - 第67军：军长韩伟   政治委员：旷伏兆
  - 第68军：军长文年生 政治委员：向仲华、漆远渥（后）